# Walton, Kentucky
Walton är en ort i Boone County, och Kenton County, i Kentucky. Vid 2010 års folkräkning hade Walton 3 635 invånare.